# Château de Lussac (Charente-Maritime)
Pour les articles homonymes, voir Château de Lussac.
Le château de Lussac est situé à Lussac, près de Jonzac, en Charente-Maritime.

## Historique
La seigneurie existe dès le XVIe siècle, et elle passe en 1530 de Jean Vidault à François Lefourestier, seigneur d'Orignac, le mari de Catherine  Vidault.
En 1729, Françoise-Marguerite Arnould de Vignolle fait faire une estimation : tout est en ruine, les granges, le colombier, les murailles comme une des tours. Il ne reste que le pavillon de gauche et une tour, et elle fait reconstruire un corps de logis bas s'appuyant sur eux et un pavillon symétrique.
Le logis, les communs, le lavoir, la glacière, l'orangerie, ainsi que les terrasses, leurs escaliers, le parc, la passerelle métallique, le pont sur la  Seugne et le vivier en pierre ont été inscrits monument historique par arrêté du 21 décembre 1999
La restauration du château et son embellissement sont l’œuvre de la marquise des Dunes, qui y mourut en I766, après avoir institué son cousin, François de Poute, seigneur de Nieul-le-Virouil, son légataire universel, lequel vendit le château et son annexe du Breuillé, le 30 juin I782, à Charles Lys, moyennant le prix de I64 000 livres.  Quelques années plus tard, le 2 août I784, Charles Lys achetait, mais cette fois en commun avec son frère, Daniel Lys, du Sire de Pons, la terre détachée de sa châtellenie de Clion, contiguë à celle de Lussac, moyennant un prix de I30 000 livres, sommes qui permettent de juger de l'importance des immeubles qui ont fait l'objet de ces achats.
Charles et Daniel Lys, dont nous avons déjà vu les noms, descendants de Jean LYS – DALLAY sont restés suivant la tradition des leurs de fervents prosélytes.
Armateurs à Bordeaux ils avaient acquis une fortune considérable, Charles Lys surtout, par ses transactions commerciales avec les anciennes colonies Françaises, notamment celle de Saint-Domingue, où il possédait plusieurs établissements avec lesquels il entretenait des relations continuelles, au moyen de sa flottille, dont deux de ses bateaux portaient un nom symbolique : Le Lys et la Saintonge.

## Architecture
Le château domine la vallée de la Seugne et surplombe les jardins qui sont en terrasse et où l'on accède par des escaliers à balustres dont un est marqué 1769.
Le corps de logis bas est encadré de deux pavillons à haute toiture à pans couverts d'ardoises.
De l'autre côté, la cour est encadrée de dépendances : écuries, poulailler, chenil, bugeoir (ou pièce à bugée la lessive), fenil, granges et logements ouvriers.

## Parc et jardin
Le jardin bas est dessiné de parterres à la française. Près des balustres se trouve une orangerie à toitures à l'italienne.
La grande allée donne la perspective.
Le parc a été dessiné par le comte de Choulot. Il est coupé d'allées cavalières. Au fond se cache un chenil du XIXe siècle.
Les communs sont tapissés de treilles dont certains pieds sont très anciens, comme un muscat de 150 ans.
Au bord de la Seugne, près du potager, s'étend la "pêcherie", une très ancienne réserve à poissons.
La passerelle métallique, le pont en pierre enjambant la Seugne et le vivier en pierre dans le lit de la rivière sont inscrits monuments historiques par arrêté du 21 décembre 1999.

## Visites
Du 23 juillet au 29 septembre 2019, les mardis, jeudis, samedis et dimanches de 10h à 12h et de 14h à 18h.